# Berchères-les-Pierres
Berchères-les-Pierres é uma comuna francesa na região administrativa do Centro, no departamento Eure-et-Loir. Estende-se por uma área de 20,05 km². Em 2010 a comuna tinha 1 011 habitantes (densidade: 50,4 hab./km²).